# White City (Utah)
White City – jednostka osadnicza w Stanach Zjednoczonych, w stanie Utah, w hrabstwie Salt Lake.